# 再一次出发 (歌曲)
再一次出发是由韩磊演唱的一首歌颂改革开放四十年以来取得的成就的歌曲，曾在2018年的心连心艺术团赴深圳前海演出及同年的央视春晚演出

## 引用来源
1. ↑  . 四川日报电子版.
2. ↑  . 深圳新闻网.
3. ↑  . 新华网.   [2021-04-09]. （原始内容存档于2020-08-10）.